# Балка Терновата (притока Мокрої Сури)
Балка Терновата — балка (річка) в Україні у Криничанському районі Дніпропетровської області. Права притока річки Мокрої Сури (басейн Дніпра).

## Історія
У XX столітті на балці існували свино-тваринна ферма (СТФ), газгольдер та газова свердловина, а у XIX столітті — багато хуторів та 1 вітряний млин.

## Опис
Довжина балки приблизно 9,68 км, найкоротша відстань між витоком і гирлом — 8,81 км, коефіцієнт звивистості річки — 1,10. Формується декількома струмками та загатами. На деяких ділянках балка пересихає.
Від витоку балки на західній стороні на відстані приблизно 569 м пролягає автошлях Т 0420 (автомобільний шлях територіального значення у Дніпропетровській області. Пролягає територією Криничанського, Солонянського та Томаківського районів через Одарівку — Новопокровку — Томаківку — Вищетарасівку. Загальна довжина — 108,6 км.).

## Розташування
Бере початок у селі Діброва. Тече переважно на північний схід і на південно-східній околиці села Світлогірське впадає в річку Мокру Суру, праву притоку річки Дніпра.